# Vlăduț Simionescu
Vlăduţ George Simionescu (* 30. dubna 1990 Jasy) je rumunský zápasník–judista.

## Sportovní kariéra
S judem začínal v 7 letech v rodném Jasy v klubu CSS Unirea pod vedením Valeriu Arusteia. Později přestoupil do univerzitního klubu CS Politehnica, kde se připravoval pod vedením Petre Aniţoaieho a Costela Năftici. V rumunské mužské reprezentaci se pohyboval od roku 2009 v těžké váze nad 100 kg. Poctivě objížděl turnaje světového poháru a v roce 2012 mu body z stačily k přímé kvalifikaci na olympijské hry v Londýně. V Londýně zaznamenal pod vedením Emil Morary dílčí úspěch vítězstvím v prvním kole nad Kyrgyzstáncem Jurijem Krakoveckým na ippon kontrachvatem uči-mata-gaeši. Ve druhém kole již nestačil na zkušeného Němce Andrease Tölzera, který ho takticky vyfauloval na tresty.
Od roku 2013 byl ve stínu reprezentačního kolegy Daniela Natei a v roce 2016 se na olympijské hry v Riu nekvalifikoval. Své pozice získal zpátky v roce 2019, když Mezinárodní judistická federace pozastavila Nateovi činnost za opakované starty v jiných úpolových sportech.

### Vítězství
- 2015 – 1× světový pohár (Sofie)
- 2017 – 1× světový pohár (Bělehrad)

## Výsledky
| Olympijské hry     | —  |     |     |     | úč. |   |     |     | — |   |     |     |   |     |  |  |  |  |  |  |  |  |  |  |  |  |  |  |  |  |
| Mistrovství světa  |    | —   | úč. | úč. |     | — | úč. | —   |   | — | —   | úč. |   | —   |  |  |  |  |  |  |  |  |  |  |  |  |  |  |  |  |
| Evropské hry       |    |     |     |     |     |   |     | úč. |   |   |     | úč. |   |     |  |  |  |  |  |  |  |  |  |  |  |  |  |  |  |  |
| Mistrovství Evropy | —  | —   | —   | úč. | úč. | — | úč. | úč. | — | — | úč. | úč. | — | úč. |  |  |  |  |  |  |  |  |  |  |  |  |  |  |  |  |
| Univerziáda        |    | —   |     | —   |     | — |     | 3.  |   | — |     |     |   |     |  |  |  |  |  |  |  |  |  |  |  |  |  |  |  |  |
| ME do 23 let       | —  | —   | úč. | 2.  | 5.  |   |     |     |   |   |     |     |   |     |  |  |  |  |  |  |  |  |  |  |  |  |  |  |  |  |
| MS juniorů         | 7. | úč. |     |     |     |   |     |     |   |   |     |     |   |     |  |  |  |  |  |  |  |  |  |  |  |  |  |  |  |  |
| ME juniorů         | —  | 3.  |     |     |     |   |     |     |   |   |     |     |   |     |  |  |  |  |  |  |  |  |  |  |  |  |  |  |  |  |

### Olympijské hry a mistrovství světa
| Olympijské hry a mistrovství světa      | Olympijské hry a mistrovství světa | Olympijské hry a mistrovství světa | Olympijské hry a mistrovství světa | Olympijské hry a mistrovství světa | Olympijské hry a mistrovství světa | Olympijské hry a mistrovství světa | Olympijské hry a mistrovství světa |
| Kolo                                    | Výsledek                           | Bilance                            | Soupeř                             | Výsledek                           | Datum                              | Turnaj                             | Místo                              |
| 2019 Mistrovství světa nad 100 kg       | 2019 Mistrovství světa nad 100 kg  | 2019 Mistrovství světa nad 100 kg  | 2019 Mistrovství světa nad 100 kg  | 2019 Mistrovství světa nad 100 kg  | 2019 Mistrovství světa nad 100 kg  | 2019 Mistrovství světa nad 100 kg  | 2019 Mistrovství světa nad 100 kg  |
| --------------------------------------- | ---------------------------------- | ---------------------------------- | ---------------------------------- | ---------------------------------- | ---------------------------------- | ---------------------------------- | ---------------------------------- |
| 1/16                                    | prohra                             | 5-5                                | Rafael Silva (BRA)                 | 3:19 / 002 / 101 / oug             | 31. srpna 2019                     | Mistrovství světa                  | Tokio, Japonsko                    |
| 1/32                                    | vítězství                          | 5-4                                | Andy Granda (CUB)                  | 2:51 / 102 / 002 / ksg             | 31. srpna 2019                     | Mistrovství světa                  | Tokio, Japonsko                    |
| 2018 Mistrovství světa – nestartoval    |                                    |                                    |                                    |                                    |                                    |                                    |                                    |
| 2017 Mistrovství světa – nestartoval    |                                    |                                    |                                    |                                    |                                    |                                    |                                    |
| 2016 Olympijské hry – nekvalifikoval se |                                    |                                    |                                    |                                    |                                    |                                    |                                    |
| 2015 Mistrovství světa – nestartoval    |                                    |                                    |                                    |                                    |                                    |                                    |                                    |
| 2014 Mistrovství světa nad 100 kg       |                                    |                                    |                                    |                                    |                                    |                                    |                                    |
| 1/32                                    | prohra                             | 4-4                                | Islám aš-Šahábí (EGY)              | 3:21 / 0001 / 0211 / isn, uma, ums | 30. srpna 2014                     | Mistrovství světa                  | Čeljabinsk, Rusko                  |
| 2013 Mistrovství světa – nestartoval    |                                    |                                    |                                    |                                    |                                    |                                    |                                    |
| 2012 Olympijské hry nad 100 kg          |                                    |                                    |                                    |                                    |                                    |                                    |                                    |
| 1/16                                    | prohra                             | 4-3                                | Andreas Tölzer (GER)               | 3:55 / 0004 / 0001 / jusei-gači    | 2. srpna 2012                      | Olympijské hry                     | Londýn, Spojené království         |
| 1/32                                    | vítězství                          | 4-2                                | Jurij Krakoveckij (KGZ)            | 4:21 / 1001 / 0001 / umg           | 2. srpna 2012                      | Olympijské hry                     | Londýn, Spojené království         |
| 2011 Mistrovství světa nad 100 kg       |                                    |                                    |                                    |                                    |                                    |                                    |                                    |
| 1/16                                    | prohra                             | 3-2                                | Alexandr Michajlin (RUS)           | 0013 / 0102 / jusei-gači           | 27. srpna 2011                     | Mistrovství světa                  | Paříž, Francie                     |
| 1/32                                    | vítězství                          | 3-1                                | Ángel Parra (ESP)                  | 0113 / 0102 / sta                  | 27. srpna 2011                     | Mistrovství světa                  | Paříž, Francie                     |
| 1/64                                    | vítězství                          | 2-1                                | Čchen Žun-pching (MAC)             | 0:34 / 100 / 000 / ksk             | 27. srpna 2011                     | Mistrovství světa                  | Paříž, Francie                     |
| 2010 Mistrovství světa nad 100 kg       |                                    |                                    |                                    |                                    |                                    |                                    |                                    |
| 1/32                                    | prohra                             | 1-1                                | Janusz Wojnarowicz (POL)           | 5:14 (gs) / 0011 / 1012 / tno, oug | 9. září 2010                       | Mistrovství světa                  | Tokio, Japonsko                    |
| 1/64                                    | vítězství                          | 1-0                                | Abubakr Rahamanov (TJK)            | 1:47 / 101 / 000 / una, osm        | 9. září 2010                       | Mistrovství světa                  | Tokio, Japonsko                    |